# Esox cisalpinus
Az Esox cisalpinus a sugarasúszójú halak (Actinopterygii) osztályának csukaalakúak (Esociformes) rendjébe, ezen belül a csukafélék (Esocidae) családjába tartozó faj.

## Rendszertani eltérés
A FishBase-ben, az Esox flaviae-t Lucentini et al., 2011 az Esox cisalpinusnak a szinonimájaként kezelik. Más wikipédiákban az E. cisalpinus a csuka (Esox lucius) szinonimája, s az E. flaviae-ról van külön szócikk.

## Előfordulása
Ez az újonnan felfedezett csukafaj, az Esox cisalpinus, Olaszország középső és északi részein él. Meglehet, hogy egyéb dél-európai vizekben is fellelhető, például Franciaországtól egészen az Adriai-tenger környékéig.

## Megjelenése
Ez a csontoshal-faj 30 centiméteresen számít kifejlettnek; legfeljebb 103 centiméteresre nőhet meg.

## Életmódja
Az Esox cisalpinus mérsékelt övi, édesvízi ragadozó hal, amely a lesből támadás módszerét alkalmazza vadászatkor. A meder közelében tartózkodik.
Legfeljebb 13 évig él.